# Uxbenká

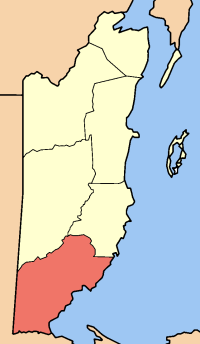
Zona sur de Belice en donde posiblemente ocurrieron los primeros asentamientos mayas de la región.

Uxbenká es un yacimiento maya precolombino de Mesoamérica, localizado en Belice. Se encuentra en la porción más sureña de este país, en el distrito de Toledo.
Fue un sitio de carácter urbano siendo tal vez el lugar más antiguo entre las ciudades mayas conocidas en las tierras bajas de Belice, que contiene evidencias de ocupación datadas en el periodo clásico temprano (ca. 250 - 500 d. C.).
Es uno de los cinco mayores sitios mayas precolombinos de la región que incluye, además de Uxbenká, Xnaheb, Nim Li Punit y Lubaantún. Los asentamientos que ocurrieron durante el periodo clásico en la zona parecen haber provenido de mayas del Petén, hoy Guatemala. La hipótesis más aceptada es que de aquí continuaron hacia el norte en su diáspora hacia la Península de Yucatán, para después migrar hacia el poniente durante el proceso fundacional de esta gran región maya.